# Q School 2022 - Evento 1
L'evento 1 della Q School 2022 è la prima di tre tappe di questa competizione, che si disputerà dal 16 al 21 maggio 2022, presso il Ponds Forge International Sports Centre di Sheffield, in Inghilterra.

## Regolamento
Introdotta nel periodo di riforme dell'allora appena nominato presidente del World Snooker Tour Barry Hearn, la Q School è formata da tre eventi, i quali si disputano prima dell'inizio della stagione professionistica (solitamente pochi giorni dopo il termine del Campionato mondiale).
In questi sono presenti quattro sezioni, formate tutte da sei turni: chi riesce a vincere l'ultimo round, ottiene una carta professionistica di due stagioni.
Possono partecipare anche coloro che terminano la stagione fuori dai primi 64 nel Ranking, e che quindi devono riqualificarsi per il Main Tour.
L'iscrizione è aperta ad ogni giocatore dilettante ed ha un costo di £1000.

## Fase a eliminazione diretta

### Sezione 1

#### Turno 1
| Giocatore 1   | Risultato | Giocatore 2         |
| ------------- | --------- | ------------------- |
| Ronnie Blake  | 4 - 1     | Dean Reynolds       |
| Bradley Tyson | 0 - 4     | Cheung Ka Wai       |
| Alfie Lee     | 4 - 2     | Keith Keldie        |
| Liu Hongyu    | 4 - 1     | Andrew Milliard     |
| James Height  | 1 - 4     | James Burrett       |
| Stan Moody    | 4 - 0     | Mirko Montrasio     |
| Sean Coote    | 0 - 4     | Chae Ross           |
| Babar Masih   | 0 - 4     | Josh Symes          |
| Lee Stephens  | 4 - 0     | Ryan Mears          |
| Ian Desmier   | 1 - 4     | Phil O'Kane         |
| Deng Haohui   | 3 - 4     | Nattanapong Chaikul |

#### Turno 2
| Giocatore 1      | Risultato | Giocatore 2         |
| ---------------- | --------- | ------------------- |
| Sydney Wilson    | 4 - 0     | Ronnie Blake        |
| Farakh Ajaib     | 4 - 2     | Joe Fenton          |
| Haydon Pinhey    | 4 - 3     | Cheung Ka Wai       |
| Rod Lawler       | 4 - 0     | Faizaan Mohammed    |
| Luke Pinches     | 2 - 4     | Alfie Lee           |
| Ben Mertens      | 3 - 4     | Liu Hongyu          |
| Lukas Kleckers   | 4 - 0     | James Burrett       |
| James Cahill     | 4 - 2     | Mickey Joyce        |
| Jamie Wilson     | 4 - 2     | Adam Duffy          |
| Mark Lloyd       | 4 - 0     | Stan Moody          |
| Hayden Staniland | 1 - 4     | Chae Ross           |
| Harvey Chandler  | 4 - 0     | Josh Symes          |
| Ashley Carty     | 4 - 0     | Lee Stephens        |
| Lee Walker       | 4 - 1     | Ian Brumby          |
| Brandon Sargeant | 4 - 2     | Phil O'Kane         |
| Michael Holt     | 3 - 4     | Nattanapong Chaikul |

#### Turno 3
| Giocatore 1      | Risultato | Giocatore 2         |
| ---------------- | --------- | ------------------- |
| Sydney Wilson    | 0 - 4     | Farakh Ajaib        |
| Haydon Pinhey    | 3 - 4     | Rod Lawler          |
| Alfie Lee        | 1 - 4     | Liu Hongyu          |
| Lukas Kleckers   | 4 - 1     | James Cahill        |
| Jamie Wilson     | 1 - 4     | Mark Lloyd          |
| Chae Ross        | 1 - 4     | Harvey Chandler     |
| Ashley Carty     | 2 - 4     | Lee Walker          |
| Brandon Sargeant | 4 - 2     | Nattanapong Chaikul |

#### Turno 4
| Giocatore 1  | Risultato | Giocatore 2      |
| ------------ | --------- | ---------------- |
| Farakh Ajaib |           | Rod Lawler       |
| Liu Hongyu   |           | Lukas Kleckers   |
| Mark Lloyd   |           | Harvey Chandler  |
| Lee Walker   |           | Brandon Sargeant |

#### Turno 5
| Giocatore 1 | Risultato | Giocatore 2 |
| ----------- | --------- | ----------- |
|             |           |             |
|             |           |             |

#### Turno di qualificazione al Main Tour
| Giocatore 1 | Risultato | Giocatore 2 |
| ----------- | --------- | ----------- |
|             |           |             |

### Sezione 2

#### Turno 1
| Giocatore 1 | Risultato | Giocatore 2 |
| ----------- | --------- | ----------- |
|             |           |             |
|             |           |             |
|             |           |             |
|             |           |             |
|             |           |             |
|             |           |             |
|             |           |             |
|             |           |             |
|             |           |             |
|             |           |             |
|             |           |             |
|             |           |             |
|             |           |             |
|             |           |             |
|             |           |             |
|             |           |             |

#### Turno 2
| Giocatore 1 | Risultato | Giocatore 2 |
| ----------- | --------- | ----------- |
|             |           |             |
|             |           |             |
|             |           |             |
|             |           |             |
|             |           |             |
|             |           |             |
|             |           |             |
|             |           |             |
|             |           |             |
|             |           |             |
|             |           |             |
|             |           |             |
|             |           |             |
|             |           |             |
|             |           |             |
|             |           |             |

#### Turno 3
| Giocatore 1 | Risultato | Giocatore 2 |
| ----------- | --------- | ----------- |
|             |           |             |
|             |           |             |
|             |           |             |
|             |           |             |
|             |           |             |
|             |           |             |
|             |           |             |
|             |           |             |

#### Turno 4
| Giocatore 1 | Risultato | Giocatore 2 |
| ----------- | --------- | ----------- |
|             |           |             |
|             |           |             |
|             |           |             |
|             |           |             |

#### Turno 5
| Giocatore 1 | Risultato | Giocatore 2 |
| ----------- | --------- | ----------- |
|             |           |             |
|             |           |             |

#### Turno di qualificazione al Main Tour
| Giocatore 1 | Risultato | Giocatore 2 |
| ----------- | --------- | ----------- |
|             |           |             |

### Sezione 3

#### Turno 1
| Giocatore 1 | Risultato | Giocatore 2 |
| ----------- | --------- | ----------- |
|             |           |             |
|             |           |             |
|             |           |             |
|             |           |             |
|             |           |             |
|             |           |             |
|             |           |             |
|             |           |             |
|             |           |             |
|             |           |             |
|             |           |             |
|             |           |             |
|             |           |             |
|             |           |             |
|             |           |             |
|             |           |             |

#### Turno 2
| Giocatore 1 | Risultato | Giocatore 2 |
| ----------- | --------- | ----------- |
|             |           |             |
|             |           |             |
|             |           |             |
|             |           |             |
|             |           |             |
|             |           |             |
|             |           |             |
|             |           |             |
|             |           |             |
|             |           |             |
|             |           |             |
|             |           |             |
|             |           |             |
|             |           |             |
|             |           |             |
|             |           |             |

#### Turno 3
| Giocatore 1 | Risultato | Giocatore 2 |
| ----------- | --------- | ----------- |
|             |           |             |
|             |           |             |
|             |           |             |
|             |           |             |
|             |           |             |
|             |           |             |
|             |           |             |
|             |           |             |

#### Turno 4
| Giocatore 1 | Risultato | Giocatore 2 |
| ----------- | --------- | ----------- |
|             |           |             |
|             |           |             |
|             |           |             |
|             |           |             |

#### Turno 5
| Giocatore 1 | Risultato | Giocatore 2 |
| ----------- | --------- | ----------- |
|             |           |             |
|             |           |             |

#### Turno di qualificazione al Main Tour
| Giocatore 1 | Risultato | Giocatore 2 |
| ----------- | --------- | ----------- |
|             |           |             |

### Sezione 4

#### Turno 1
| Giocatore 1 | Risultato | Giocatore 2 |
| ----------- | --------- | ----------- |
|             |           |             |
|             |           |             |
|             |           |             |
|             |           |             |
|             |           |             |
|             |           |             |
|             |           |             |
|             |           |             |
|             |           |             |
|             |           |             |
|             |           |             |
|             |           |             |
|             |           |             |
|             |           |             |
|             |           |             |
|             |           |             |
|             |           |             |
|             |           |             |

#### Turno 2
| Giocatore 1 | Risultato | Giocatore 2 |
| ----------- | --------- | ----------- |
|             |           |             |
|             |           |             |
|             |           |             |
|             |           |             |
|             |           |             |
|             |           |             |
|             |           |             |
|             |           |             |
|             |           |             |
|             |           |             |
|             |           |             |
|             |           |             |
|             |           |             |
|             |           |             |
|             |           |             |
|             |           |             |

#### Turno 3
| Giocatore 1 | Risultato | Giocatore 2 |
| ----------- | --------- | ----------- |
|             |           |             |
|             |           |             |
|             |           |             |
|             |           |             |
|             |           |             |
|             |           |             |
|             |           |             |
|             |           |             |

#### Turno 4
| Giocatore 1 | Risultato | Giocatore 2 |
| ----------- | --------- | ----------- |
|             |           |             |
|             |           |             |
|             |           |             |
|             |           |             |

#### Turno 5
| Giocatore 1 | Risultato | Giocatore 2 |
| ----------- | --------- | ----------- |
|             |           |             |
|             |           |             |

#### Turno di qualificazione al Main Tour
| Giocatore 1 | Risultato | Giocatore 2 |
| ----------- | --------- | ----------- |
|             |           |             |